# Joan Perucho
Joan Perucho Gutiérrez, que firmaba como Juan Perucho y Joan Perucho (Barcelona, 7 de noviembre de 1920 - Barcelona, 28 de octubre de 2003) fue un poeta, novelista, articulista, crítico de arte y uno de los escritores españoles más traducidos. Comenzó su labor como escritor en castellano, aunque el grueso de su obra la escribió en catalán.

## Biografía
Juan Perucho Gutiérrez nació el 7 de noviembre de 1920 en Barcelona, hijo del matrimonio formado por Manuel Perucho Monsó, comerciante barcelonés y bibliófilo, y de Jesusa Gutiérrez Duque, natural de Medina del Campo.
Alternó la labor de escritor con la actividad profesional de juez. Era miembro de la Real Academia de las Buenas Letras de Barcelona y Doctor honoris causa por la Universidad Rovira i Virgili de Tarragona.
Desde muy joven se dedicó a la literatura escribiendo indistintamente en castellano y catalán. Su poesía la escribió toda en catalán, destacando en especial Sota la sang (1947), Aurora per volsaltres (1951), El Médium (1954) y El país de les meravelles (1956). Escribió también ensayos de arte sobre Antoni Gaudí (Gaudí, una arquitectura de anticipación, 1967) y Joan Miró (Joan Miró, 1968) y obras de gastronomía e incluso libros de viajes, como Los laberintos bizantinos o un viaje con espectros.
Así describe Perucho su visión de Estambul:

Desde el último piso del hotel Sheraton, Estambul es como un sueño, algo parecido a una visión irreal de una ciudad inexistente, sólo imaginada después de la lectura de un cuento oriental. Al otro lado del "Cuerno de Oro" se alza la mole de Santa Sofía así como la de las mezquitas con sus altos minaretes y, justo donde terminan los jardines del palacio de Topkapi, derrumbándose hacia abajo, aparece la confluencia del mar de Mármara y la sonrisa del Bósforo, surcado por embarcaciones de todos los calados. Por la noche, con las infinitas luces encendidas, el espectáculo es sobrecogedor.
Juan Perucho

Lo que le ha dado más fama es su obra narrativa, en la que ha sido un precursor del actual realismo mágico y del gusto por lo fantástico, siempre en una línea teñida de un cierto culturalismo erudito nada borgesiano, ameno y sumamente original en el que no escasea el humor: Libro de caballerías (1957), Las historias naturales (1960), Galería de espejos sin fondo (1963), Rosas, diablos y sonrisas (1965), Nicéforas y el Grifo (1968), Los misterios de Barcelona (1968), Botánica oculta o el falso Paracelso (1969) e Historias secretas de balnearios (1972), Les aventures del cavaller Kosmas (1981)... En concreto, Les històries naturals, una trama de vampiros ambientada en plena guerra carlista, fue traducida a más de veinte idiomas. También escribió un volumen autobiográfico: Los jardines de la melancolía: Memorias (1993).
En 1995 obtuvo el Premio Nacional de Literatura de la Generalidad de Cataluña.
De él dijo Luis Alberto de Cuenca con motivo de la obtención del Premio Nacional de las Letras Españolas del año 2002:

Joan Perucho ha escrito de todo —libros de prosa, espléndidos poemas— y siempre lo ha hecho con esa especie de mezcla de erudición socarrona y de vértigo expresivo que caracteriza su escritura y que hace de él uno de los escritores más originales que tenemos ahora en la literatura española, comprendiendo en ese concepto todas las demás literaturas peninsulares.

## Obras

### Poesía
- Sota la sang (1947)
- Aurora per vosaltres (1951)
- El medium (1954, Premio Ciutat de Barcelona, 1953)
- El país de les meravelles (1956)
- Antología poética (1970)
- Poesía, 1947-1973 (1978)
- Poesía 1947-1981 (bilingüe) (1982)
- Quadern d'Albinyana (1983, Premio Cavall Verd)
- Obras poética completa (1984)
- Itineraris d'Orient (1985)
- Els miralls (1986)
- La medusa (1987)
- El duque de Portland sale a la calle (1988)
- Cendres i diamants (1989)
- Inscripcions, làpides, esteles (1993)
- Els dies de la Sicília i la Germànica (1994)
- Un silencio olvidado: poesía (1943-1947) (1995)
- Versos d'una tardor (1995)
- El far (1997)
- La mirada d'Antinea (1998)
- Els morts (2000)

### Narrativa
- Diana i la mar morta (1953)
- Amb la tècnica de Lovecraft (1956)
- Llibre de cavalleries (1957)
- Les històries naturals (1960)
- Galería de espejos sin fondo (1963)
- Roses, diables i somriures (1965)
- Nicéforas y el grifo (1968)
- Aparicions i fantasmes (1968)
- Botánica oculta o el falso Paracelso (1969)
- Historias secretas de balnearios (1972)
- Històries apòcrifes (1974)
- Els balnearis (1975)
- Monstruari fantàstic (1976)
- Les aventures del cavaller Kosmas (1981, Premios Ramón LLull, Nacional de la Crítica en 1981 y Joan Crexells en 1982)
- Museu d'ombres (1981)
- Petit museu de monstres marins (1981)
- Gàbia per a petits animals feliços (1982)
- Discurs de l'Aquitània i altres refinades perversitats (1982)
- Incredulitats i devocions (1983)
- Pamela (1983)
- Les delicies de l'oci (1984)
- Los laberintos bizantinos o un viaje con espectros (1984)
- Un viatge amb espectres (1984)
- Dietario apócrifo de Octavio de Romeu (1985)
- Obres completes (1985-1997)
- La guerra de la Cotxinxina (1986)
- Roses, diables i somriures (1986)
- Minuta de monstruos (1987)
- Los misterios de Barcelona (1988)
- Els emperadors d'Abissínia (1989)
- Detrás del espejo (1990)
- El basilisc (1990)
- Algú a la nit respira (1990)
- Monstres i erudicions (1990)
- Els fantasmes de la calaixera (1990)
- Los jardines de la melancolía: Memorias (Pre-Textos, 1993)
- El barò de Maldà i les bèsties de l'infern (1994)
- Las sombras del mundo (1995)
- Fabulaciones (1996)
- Els pares del desert (1998)
- Carmina o la gnosi angélica (2001)
- La darrera mirada (2001)

## Premios
| Predecesor: Perucho fue el primer ganador | Premio Ramon Llull de novela 1981 | Sucesor: Ramon Folch |